# Клостер-Темпцин
Клостер-Темпцин (нім. Kloster Tempzin) — громада в Німеччині, розташована в землі Мекленбург-Передня Померанія. Входить до складу району Людвігслуст-Пархім. Складова частина об'єднання громад Штернбергер-Зенландшафт.
Площа — 24,83 км2. Населення становить 546 ос. (станом на 31 грудня 2020).

## Галерея

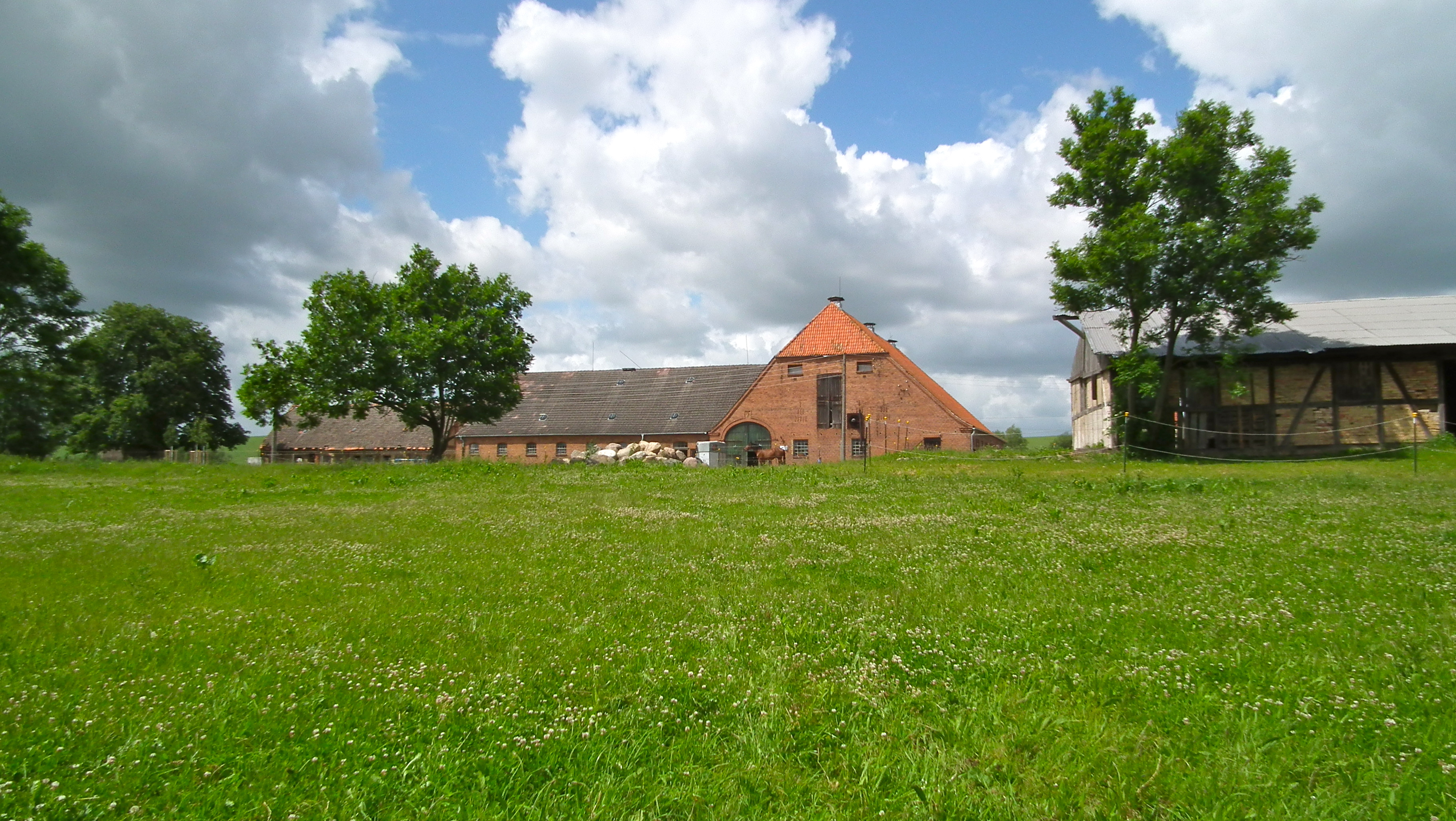